# Craven Hohler
Craven Goring Hohler (ur. 14 lipca 1907 w Londynie, zm. 28 listopada 1940 w Kent) – brytyjski szermierz, brązowy medalista mistrzostw świata.
Podczas mistrzostw świata w Budapeszcie w 1933 roku (oficjalnie zawody tego cyklu rozgrywane są pod tą nazwą dopiero od 1937) Brytyjczycy w składzie: Charles de Beaumont, Craven Hohler, John Emrys Lloyd, Arthur Pilbrow i Oliver Trinder zdobyli brązowy medal w szabli drużynowej. 
Nigdy nie wziął udziału w igrzyskach olimpijskich.